# Lloydtoren
De Lloydtoren is een multifunctioneel gebouw aan de kop van de Lloydpier te Rotterdam.

## Ligging
De Lloydtoren is gerealiseerd op de Lloydpier te Rotterdam. De Lloydpier is een nieuwbouwlocatie in Delfshaven Rotterdam, gelegen aan de Nieuwe Maas, Schiehaven en de Sint Jobshaven. De Lloydtoren is onderdeel van een plan om op het voormalige terrein van de Rotterdamsche Lloyd woningen te realiseren. Naast de Lloydtoren zijn andere appartementen gerealiseerd, die de vorm van de Lloydpier volgen. Buurtbewoners hebben daarnaast Tuin op de Pier gerealiseerd.

## Ontwerp
Het ontwerp van de Lloydtoren is van De Zwarte Hond. De Lloydtoren kenmerkt zich door de hoekige vormen en de spitse voorgevel. Op de begane grond is zowel bedrijfsruimte als horecaruimte. Verdiepingen 1 t/m 4 hebben 7 appartementen per etage, verdiepingen 5 t/m 21 hebben 4 appartementen per etage, verdieping 22 en 23 hebben 2 appartementen per etage (penthouses). Op verdieping -1 en -2 bevindt zich de parkeergarage, die gedeeld wordt met de andere appartementscomplexen op de Lloydpier.